# Testovací plán
Testovací plán je dokument, který podrobně popisuje systematický přístup k testování systému, jako jsou stroje nebo software.

## Zkušební plány
Zkušební plán dokumentuje strategii, která bude použita k ověření a zajištění toho, že určitý produkt nebo systém splňuje navrhované parametry a další požadavky. Zkušební plán je obvykle celý nebo z velké části připravován zkušebními inženýry.
V závislosti na produktu a odpovědnosti organizace, na které se plán zkoušek vztahuje, může zkušební plán obsahovat jednu nebo více z následujících akcí:
- Ověření návrhu nebo test shody – má být prováděn během vývoje, nebo během schvalovacích fází životního cyklu výrobku, obvykle na malém vzorku jednotek.
- Výrobní nebo produkční test – má být prováděn během přípravy nebo montáže výrobku a probíhá tak, aby byl vhodný pro účely ověřování výkonu a kontroly kvality.
- Test při přijetí nebo uvedení do provozu – má být prováděn v době dodávky nebo instalace produktu.
- Servisní test – má být proveden podle potřeby v průběhu životnosti produktu.
- Regresní testy – mají být provedeny na stávajících provozovaných produktech, aby se ověřilo, že existující funkce jsou funkční, když se změní některé aspekty prostředí (např. modernizace platformy, na které stávající aplikace běží).

Komplexní systém může mít vysokou úroveň zkušebních plánů pro řešení celkových požadavků a také zkušební plány pro podporu řešení detailních částí, subsystémů a komponent.
Formát dokumentu popisující testovací plán se může lišit podle výrobků nebo organizací, na které se zaměřuje. V plánu zkoušek existují tři základní prvky, které by měly být popsány. Ty jsou také použity ve formální testovací strategii. Jsou to pokrytí testu, metody testu a odpovědnost za test:
Pokrytí testuPokrytí testu určuje jaké požadavky se budou v jakých fázích životního cyklu výrobku ověřovat. Pokrytí testu je odvozeno od specifikací návrhu a dalších požadavků, jako jsou bezpečnostní standardy a regulační řády. Každý požadavek nebo specifikace návrhu bude mít ideálně jedno nebo více odpovídajících prostředků ověřování. Pokrytí testů se pro různé fáze životního cyklu mohou překrývat, avšak nemusejí být pro všechny etapy stejné. Například některé požadavky na Ověření návrhu, se nemusí již opakovat v Testování při přijetí. Pokrytí testu se také promítne zpět do procesu návrhu, protože výrobek může být navrhován tak, aby testování usnadnil.
Metody testuMetody testu určují, jak bude testování prováděno. Zkušební metody mohou být stanoveny standardy, regulačními agenturami, smluvními dohodami, nebo mohou být vytvořeny nové. Tyto metody také určují, jaká zkušební zařízení mají být k testům použita a stanovují kritéria splnění testů. Zkušební metody použité například k ověření požadavků na návrh hardwaru mohou sahat od velice jednoduchých kroků, jako je vizuální kontrola, k propracovaným zkušebním postupům, které jsou popsány samostatně.
Odpovědnost za testOdpovědnost za test určuje, jaká organizace bude provádět jaké testy a v jakých fázích životního cyklu výrobku. To umožňuje organizacím test plánovat, získat nebo vyvinout zkušební zařízení a jiné prostředky potřebné k provádění zkušebních metod, za něž jsou odpovědné. Testování zahrnuje také odpovědnost, jaké údaje budou shromažďovány a jak bude zajištěno, aby údaje byly uloženy a zaznamenány. Jeden výsledek úspěšného Zkušebního plánu by měl být záznamem nebo zprávou o ověření všech konstrukčních specifikací a požadavků, jak bylo dohodnuto se všemi stranami.

## IEEE 829 Struktura testovacího plánu
IEEE 829-2008, také známý jako 829 Standard pro Dokumentaci Testování Softwaru, je standard IEEE, který určuje formu souboru dokumentů pro použití v definovaných stádiích testování softwaru. Každá fáze potenciálně produkuje její vlastní samostatný typ dokumentu.
- identifikátor zkušebního plánu
- úvod
- testované položky
- rysy, které se zkoušejí
- funkce, které nesmí být testovány
- přístup
- kritéria pro splnění
- kritéria pro pozastavení testování a požadavky na obnovení
- test výstupů
- testovací úlohy
- environmentální potřeby
- povinnosti
- personální a vzdělávací potřeby
- plán
- rizika a podmíněné závazky
- schválení

Tam jsou také další dokumenty, které naznačují, IEEE, co by mělo být obsaženy v plánu zkoušek:
- 829-1983 IEEE standard pro Standard pro Dokumentaci Testování Softwarue (nahrazena 829 do 1998)
- 829-1998 IEEE standard pro Standard pro Dokumentaci Testování Softwaru (nahrazena 829 do 2008)
- 1008-1987 IEEE standard pro Testování Softwarových Jednotek
- 1012-2004 IEEE standard pro Plánování Ověřování Softwaru
- 1059-1993 IEEE Příručka pro Plánování Ověřování Softwaru